# François av Châtellerault
François av Châtellerault, död 1515, var en fransk adelsman. Han var den första regerande hertigen av Châtellerault 1514–1515. 